# Funkcija identiteta
Funkcija identiteta (ili jednostavno identiteta) je matematička funkcija kojoj je svaka vrijednost jednaka pripadajućoj vrijednosti argumenta. Odnosno, vrijedi {\displaystyle f(x)=x} za svaki {\displaystyle x} iz domene funkcije {\displaystyle f.} Uz taj uvjet, ako su skupovi {\displaystyle A,B}
redom domena i kodomena od {\displaystyle f}, treba istaknuti da je nužno da vrijedi i {\displaystyle A=B} da bi funkcija bila identiteta.
Dakle identiteta je dana dvama uvjetima: mora biti {\displaystyle x\mapsto x=f(x)} te {\displaystyle f\colon A\to A}.
Najpoznatiji primjer identitete je funkcija {\displaystyle f\colon \mathbb {R} \to \mathbb {R} }, {\displaystyle x\mapsto x} na skupu realnih brojeva koja je u Kartezijevom koordinatnom sustavu predočena pravcem {\displaystyle y=x}. Taj je pravac simetrala I. i III. kvadranta.

## Definicija
Ako je {\displaystyle M} neki skup, funkcija identiteta {\displaystyle f} na {\displaystyle M} je definirana da bude takva funkcija s domenom i kodomenom {\displaystyle M} koja zadovoljava 
{\displaystyle f(x)=x} za svaki element {\displaystyle x} u {\displaystyle M}.
Drugim riječima, funkcijska vrijednost {\displaystyle f(x)} u {\displaystyle M} (dakle u kodomeni) je uvijek jedna te ista ulazna vrijednost {\displaystyle x} od {\displaystyle M} (sada domena). Funkcija identiteta na {\displaystyle M} je očito injektivna te surjektivna, pa je ona očito bijekcija.
Funkcija identiteta {\displaystyle f} na {\displaystyle M} nerijetko se označuje s {\displaystyle {\text{id}}_{M}}.